# Theliopsyche grisea
Theliopsyche grisea är en nattsländeart som först beskrevs av Hagen 1861.  Theliopsyche grisea ingår i släktet Theliopsyche och familjen kantrörsnattsländor. Inga underarter finns listade i Catalogue of Life.